# Pia Lindström
Pour les articles homonymes, voir Lindström.
Pia Lindström, née le 20 septembre 1938 à Stockholm, est une animatrice de télévision, critique d'art et actrice suédo-américaine.

## Biographie
Elle est issue du premier mariage de l'actrice Ingrid Bergman avec le neurochirurgien Petter Aron Lindström. Lindström a grandi à Beverly Hills après que sa mère a fait carrière à Hollywood. Après que sa mère a eu une liaison avec le réalisateur italien Roberto Rossellini lors du tournage de Stromboli en 1950 et qu'elle a quitté Lindström, Pia Lindström n'a pas vu sa mère pendant huit ans en tout, ce qu'elle a décrit après coup comme une grande souffrance. Après avoir fréquenté le Mills College, elle a étudié à l'université de Stanford et à l'université de New York.
Elle a ensuite entamé une carrière de journaliste à la télévision. Elle a été reporter et présentatrice pour la chaîne d'information américaine NBC Channel 4 News et a travaillé pour la chaîne en tant que critique de théâtre et d'art. Elle a été récompensée pour son travail par deux Emmys ainsi que par l'Associated Press Broadcasters Award. Sur une chaîne new-yorkaise, elle a été présentatrice du journal télévisé pendant 23 ans,.
Parallèlement à ses activités journalistiques, Lindström a joué à plusieurs reprises des rôles mineurs dans des films italiens en tant qu'actrice, notamment Mariage à l'italienne (Matrimonio all'italiana, 1964), La Femme du lac (La donna del lago, 1965) et Les Ogresses (Le fate, 1966). Plus tard, elle a écrit et coproduit le téléfilm documentaire Ingrid Bergman Remembered (1996) sur sa mère.
Lindström est mariée depuis 2001 au procureur John H. Carley. De son mariage avec Joseph Daly, elle a deux fils adultes, Justin et Nicholas Daly.